# Weiße Brücke (München)
Die Weiße Brücke ist eine Brücke in München. Sie ist Bestandteil des Mittleren Rings und führt den Isarring über den Schwabinger Bach. Die Brücke wird auch Auenbrücke oder Biedersteiner Brücke genannt.

## Lage
Die Weiße Brücke liegt im Münchner Stadtteil Schwabing im Stadtbezirk 12 Schwabing-Freimann nördlich des Kleinhesseloher Sees.

## Geschichte
Bereits 1806 führte an dieser Stelle eine Brücke über den Schwabinger Bach, die 1893 durch einen Neubau ersetzt wurde. Während diese Bauten als Holzbrücken errichtet waren, wurde 1924 eine Plattenbalkenbrücke aus Eisenbetonplatten errichtet, Megele nennt jedoch 1927 als Baujahr.
Im Zug der Verwirklichung einer bereits 1910 erstmals geplanten Straßenverbindung über die Isar zum Herzogpark, die nach dem Zweiten Weltkrieg als Teil des geplanten Mittleren Rings gebaut wurde, erfolgte 1950/51 ein weiterer Neubau der Brücke.

## Beschreibung
Die Weiße Brücke ist eine Balkenbrücke mit Spannweiten von 7,75 m und 7,90 m, woraus sich eine Gesamtlänge von 15,65 m ergibt. Die Breite der Brücke beträgt 51,10 m. Über die Brücke führt nicht nur der an dieser Stelle vierspurige Isarring, sondern auch die zweispurige Ausfahrt zur und die einspurige Zufahrt von der Dietlindenstraße.